# 都锦生
都鲁滨（1898年2月12日—1943年5月26日），字锦生，以字行，浙江杭州茅家埠村人，杭州都锦生丝绸厂创始人。

## 生平
都锦生1897年出生于杭州西湖边的茅家埠村，父亲都宗祁出身行伍，毕业于保定军校炮科，但家庭不幸，一生12个子女却只有都锦生和他的姐姐活到成人，因此父母对这最小的儿子从小关爱有加。1914年都锦生考入浙江省立甲种工业学校机织科（浙江大学前身之一），1919年毕业后留校任教，父亲在毕业后特意到上海买来相机以资奖励，都锦生在授课之余游览西湖、拍摄照片，逐渐萌发了将西湖景色融入织锦的想法。1921年9月，经过6个月的反复试验，都锦生终于在学校的工场里制作出第一幅风景织锦画——“九溪十八涧”，这幅织锦仿造他所拍摄的九溪十八涧照片，在试验成功后不久，都锦生辞去教职开始自主创业。
1922年5月15日，在叔岳宋春源绸庄老板宋锡九资助下，都锦生丝织厂在茅家埠都锦生家中正式建立。都锦生厂最初是只有一台织机的家庭作坊，另外叫来了一名帮工，都锦生家所在的茅家埠村处于杭州到灵隐寺上香的必经之路，于是他直接在家门口墙上挂满织锦样品吸引顾客，很快收获了大量顾客，后来更是和北方商人建立长期订单，工厂规模也逐步扩大。1924年都锦生在湖滨开设门市部，1925年又到上海和广州开拓市场。1926年，都锦生厂出产织锦《宫妃夜游图》获得费城世博会金奖，1929年西湖博览会更是在在丝绸馆中专门设立了都锦生产品陈列室。随着事业如日中天，都锦生也将工厂从乡下搬到艮山门外京杭大运河畔的流水桥，添设最先进的电动织机，全厂职工达到130多人。1928年至1929年都锦生多次赴日考察，受到日本晴雨伞启发，都锦生又用杭州丝绸做伞面，于1932年发明了西湖绸伞，并请来胡蝶等明星做宣传。在织锦和绸伞之外，都锦生也开始生产西装丝绸衬衫、领带、运动衫、内衣等服装，都锦生的产品也远销南洋与欧美。
1931年日本发动九一八事变侵占东北，都锦生闻讯立即在工厂门口张贴海报声援抗日，随后立即停用日本产人造丝，北平和香港的营业部相繼关闭。1937年日军攻占杭州后，日本人未经都锦生同意将其列为杭州傀儡市政府的市长，都锦生后来举家躲入三天竺避难，日军再三请求其出山，但都锦生都严词拒绝。都锦生一面与日军周旋，一面偷偷将工人、家当送到上海，在上海租界内建立了一个小工厂。当日军发现都锦生逃离之后，用手榴弹炸毁了都锦生在杭州的工厂，都锦生多年心血都付之一炬。1941年日军发动太平洋战争占领租界，都锦生的工厂再度停业，都锦生包括重庆在内的各地门市部也因日军轰炸被毁。1943年3月，都锦生突发脑溢血，弥留之际留下“回杭州，魂归西湖安葬”的遗言，5月26日溘然长逝。都锦生死后，家人遵从遗愿，安葬于茅家埠小兔儿山，其工厂由妻弟宋永基接管。1996年清明移葬杭州市南山陵园。